# Яковенко, Артём Юрьевич
Артём Ю́рьевич Якове́нко (род. 2 августа 1988, Анапа, СССР) — российский профессиональный баскетболист, играющий на позиции тяжёлого форварда и центрового.

## Карьера

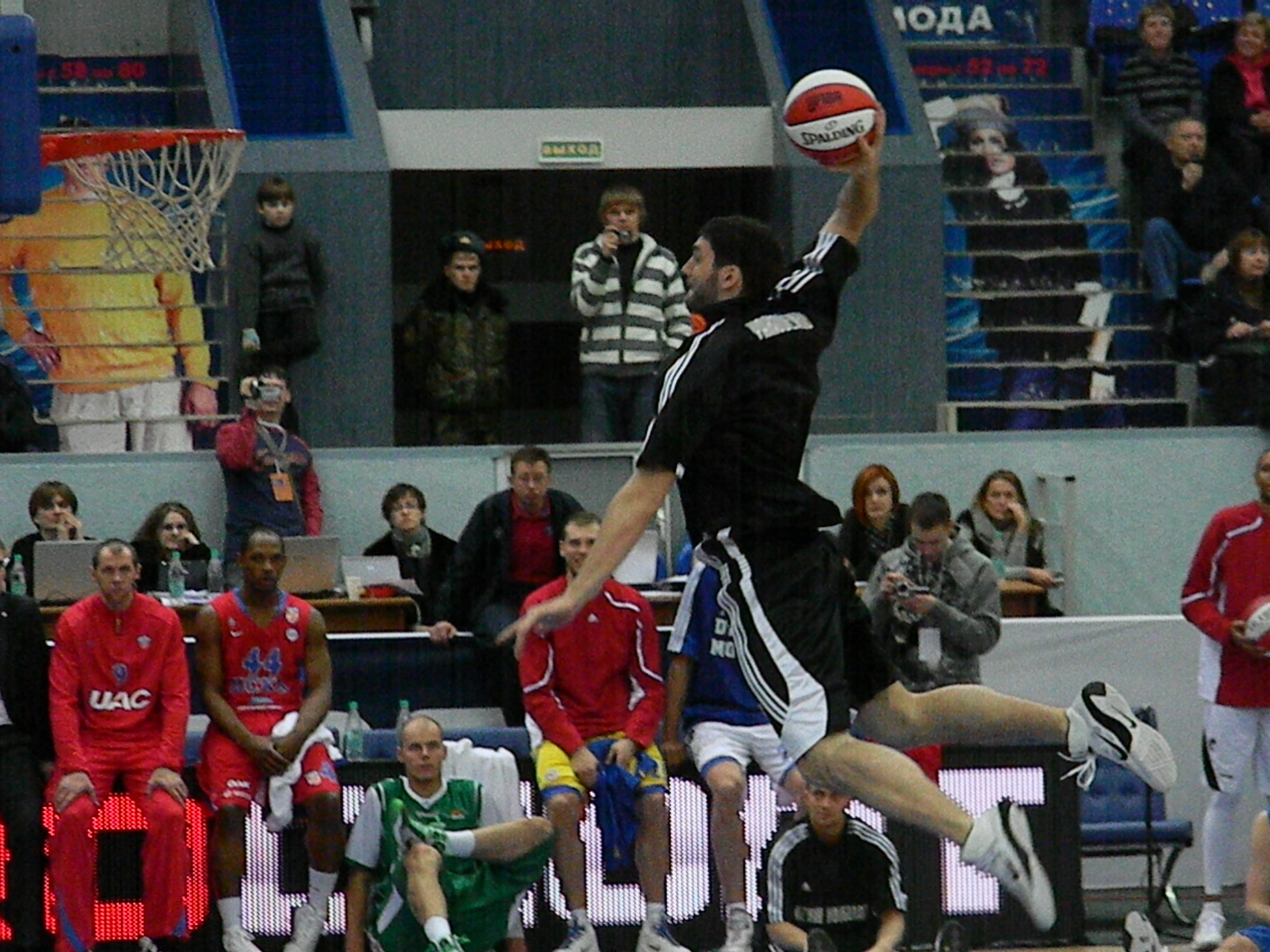
Слэм-данк Артёма Яковенко в конкурсе, прошедшем во время матча звёзд БЕКО ПБЛ 2011

Артём Яковенко начал профессиональную карьеру в «Автодоре», выступавшем в Суперлиге Б. В октябре 2009 года он был отдан в аренду в БК «Нижний Новгород», а в декабре 2009 — в «Красные крылья». В июле 2010 года он окончательно перешёл в БК «Нижний Новгород», подписав трёхлетний контракт.
В сезоне 2010/2011 стал игроком основного состава клуба, показывая хорошую игру. Яковенко отметился дабл-даблом (21 очко и 11 подборов) с лидером чемпионата УНИКСом. Специалисты отмечали его прогресс и уверенную игру в ряде матчей, отдельно подчёркивая стабильный дистанционный бросок, хорошие физические данные, уверенную игру в трёхсекундной зоне и старательность форварда. Особенно ярко Яковенко сыграл в «финале четырёх» в Кубке России, став одним из лучших игроков и выйдя со своим клубом в финал турнира. По результатам турнира он был признан лучшим центровым. В этом же сезоне Артём Яковенко принял участие в конкурсе слэмданков в матче звёзд БЕКО ПБЛ.
С 8 марта 2012 года до конца сезона 2011/2012 был отдан в аренду в казанский клуб УНИКС.
В межсезонье 2012 года перешёл в питерский Спартак, однако не смог в нём закрепиться и в конце декабря вернулся в «Нижний Новгород» на правах аренды.

## Достижения
- Серебряный призёр Кубка вызова ФИБА: 2009/2010
- Серебряный призёр Единой лиги ВТБ: 2011/2012
- Чемпион Суперлиги: 2009/2010
- Серебряный призёр Суперлиги: 2017/2018
- Серебряный призёр Кубка России (2): 2010/2011, 2016/2017

## Статистика выступлений в России
| 2008/09 | Автодор         | 60 | 10.5 | 48.6 | 27.9 | 55.9  | 1.0 | 0.8 | 1.2 | 6.2 | 1.8 | 2.9 | 2.9 | 22:56 |
| 2009/10 | Красные крылья  | 6  | 1.2  | 25.0 | 0.0  | 50.0  | 0.0 | 0.0 | 0.3 | 1.5 | 0.0 | -   | 1.8 | 7:12  |
| 2009/10 | Нижний Новгород | 22 | 0.9  | 33.3 | 0.0  | 71.4  | 0.0 | 0.0 | 0.1 | 0.7 | 0.6 | 0.4 | 0.6 | 3:32  |
| 2010/11 | Нижний Новгород | 35 | 12.1 | 54.5 | 31.9 | 65.4  | 0.8 | 0.9 | 0.9 | 5.1 | 2.6 | 3.3 | 3.2 | 25:47 |
| 2011/12 | Нижний Новгород | 8  | 9.5  | 61.5 | 27.3 | 63.3  | 0.8 | 0.6 | 0.6 | 4.5 | 2.0 | 3.5 | 3.1 | 18:08 |
| 2011/12 | УНИКС           | 6  | 5.7  | 71.4 | 42.9 | 100.0 | 1.0 | 0.3 | 0.7 | 2.3 | 1.5 | 0.7 | 2.0 | 13:02 |
| 2012/13 | Спартак СПб     | 12 | 2.2  | 62.5 | 14.3 | 60.0  | 0.4 | 0.5 | 0.2 | 0.8 | 0.8 | 0.4 | 1.2 | 7:55  |
| Наведите курсор мыши на аббревиатуры в заголовке таблицы, чтобы прочесть их расшифровку. Данные на 29 декабря 2012. |                 |    |      |      |      |       |     |     |     |     |     |     |     |       |

### Интервью
- Артём Яковенко: «Химки» можно уважать, но бояться не стоит. Официальный сайт БК «Нижний Новгород». 23 октября 2010. Архивировано 28 октября 2010. Дата обращения: 8 января 2011.
- По прозвищу Неуловимый. Чемпионат.ру. 7 июня 2011. Архивировано 10 июня 2011. Дата обращения: 14 июня 2011. 
Яковенко: через газель перепрыгнуть смог бы. Чемпионат.ру. 9 июня 2011. Дата обращения: 14 июня 2011.{{cite news}}:  Википедия:Обслуживание CS1 (url-status) (ссылка)